# Tomás Romero Pereira
Tomás Romero Pereira (ur. 4 października 1886 w Encarnación, zm. 12 sierpnia 1982 w Asunción) – paragwajski polityk, prezydent Paragwaju od 8 maja do 15 sierpnia 1954.